# João Silva (Fotograf)

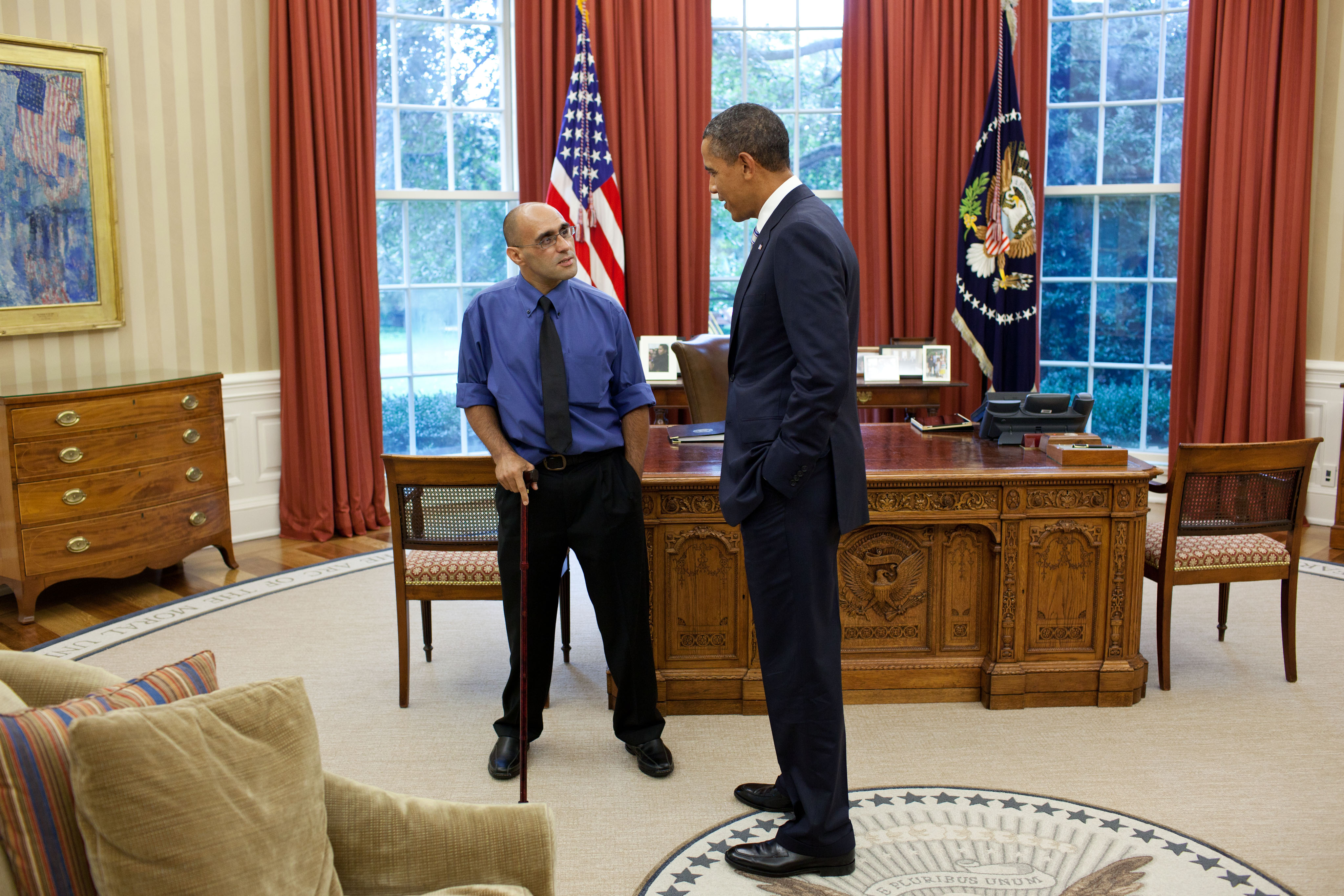
Silva (links) mit Barack Obama im Oval Office (2011)

João Paulo da Costa da Silva (* 9. August 1966 in Lissabon, Portugal) ist ein südafrikanisch-portugiesischer Fotojournalist. Bekannt wurde er als Mitglied des Bang-Bang Club und dessen Fotos aus Townships, als dort teilweise bürgerkriegsartige Zustände herrschten.

## Leben
Geboren in Lissabon, verbrachte João Silva einen Teil seiner Kindheit in Mosambik. Nachdem er einige Monate bei seinem Patenonkel in Portugal gelebt hatte, kam er im Alter von neun Jahren nach Südafrika, wo sich seine Eltern mittlerweile niedergelassen hatten. Silva begann 1989 seine Laufbahn als Fotograf beim Alberton Record, wo er unter anderem gewalttätige Ausschreitungen im Township Thokoza fotografierte. Bald konnte er Fotos an die Nachrichtenagentur Reuters verkaufen, und er wurde freier Journalist, der ab 1991 auch für den Star arbeitete.
Silva bildete zusammen mit den etwa gleichaltrigen Fotografen Kevin Carter, Ken Oosterbroek und Greg Marinovich den informellen Bang-Bang Club. Sie fotografierten oft in Townships und dokumentierten die blutigen Auseinandersetzungen zwischen Anhängern von African National Congress und Inkatha in der Endphase der Apartheid. 1993 begleitete er Kevin Carter in den Sudan, wo Carter sein später preisgekröntes Foto eines hungernden Kindes, hinter dem ein Geier lauert, gelang. Weitere Reisen führten ihn in mehrere afrikanische Länder, auf den Balkan, nach Zentralasien, Russland und in den Nahen Osten. Im Jahr 1994 nahm er bei Associated Press eine Angestelltentätigkeit auf. 1996 wurde er freier Mitarbeiter der New York Times, 2000 erhielt er dort eine feste Anstellung. 2005 veröffentlichte er den Bildband In the company of God über das Leben von Schiiten im Irakkrieg und der darauffolgenden US-amerikanischen Besetzung des Irak.
Am 23. Oktober 2010 hielt sich Silva als eingebetteter Journalist mit US-Truppen nahe Kandahar auf. Dort trat er auf eine Landmine und verlor dadurch beide Beine. In seiner Rekonvaleszenzphase in einem Washingtoner Militärkrankenhaus besuchten ihn die Präsidentengattin Michelle Obama und Vizepräsident Joe Biden.
João Silva lebt in Johannesburg. Er ist verheiratet und hat zwei Kinder.

## Ehrungen und Rezeption
- 1992: SA Press Photographer of the Year Award
- 1992: Zweiter Preis bei den World Press Photo Awards
- 2012: Ordem da liberdade („Orden der Freiheit“) der portugiesischen Regierung[1]

## Werke
- mit Greg Marinovich: The Bang-Bang Club: snapshots from a hidden war. Basic Books, New York 2000, ISBN 0-465-04413-1, Auszüge bei books.google.de
  - deutsch als Der Bang-Bang Club – Schnappschüsse aus einem verborgenen Krieg. Wunderhorn, Heidelberg 2015, ISBN 978-3-88423-487-7.
- In the company of God. Ste Publishers, 2005, ISBN 978-1919855448.

## Spielfilm
- The Bang-Bang Club. Kanada/Südafrika 2010